# San Siro (Genua)

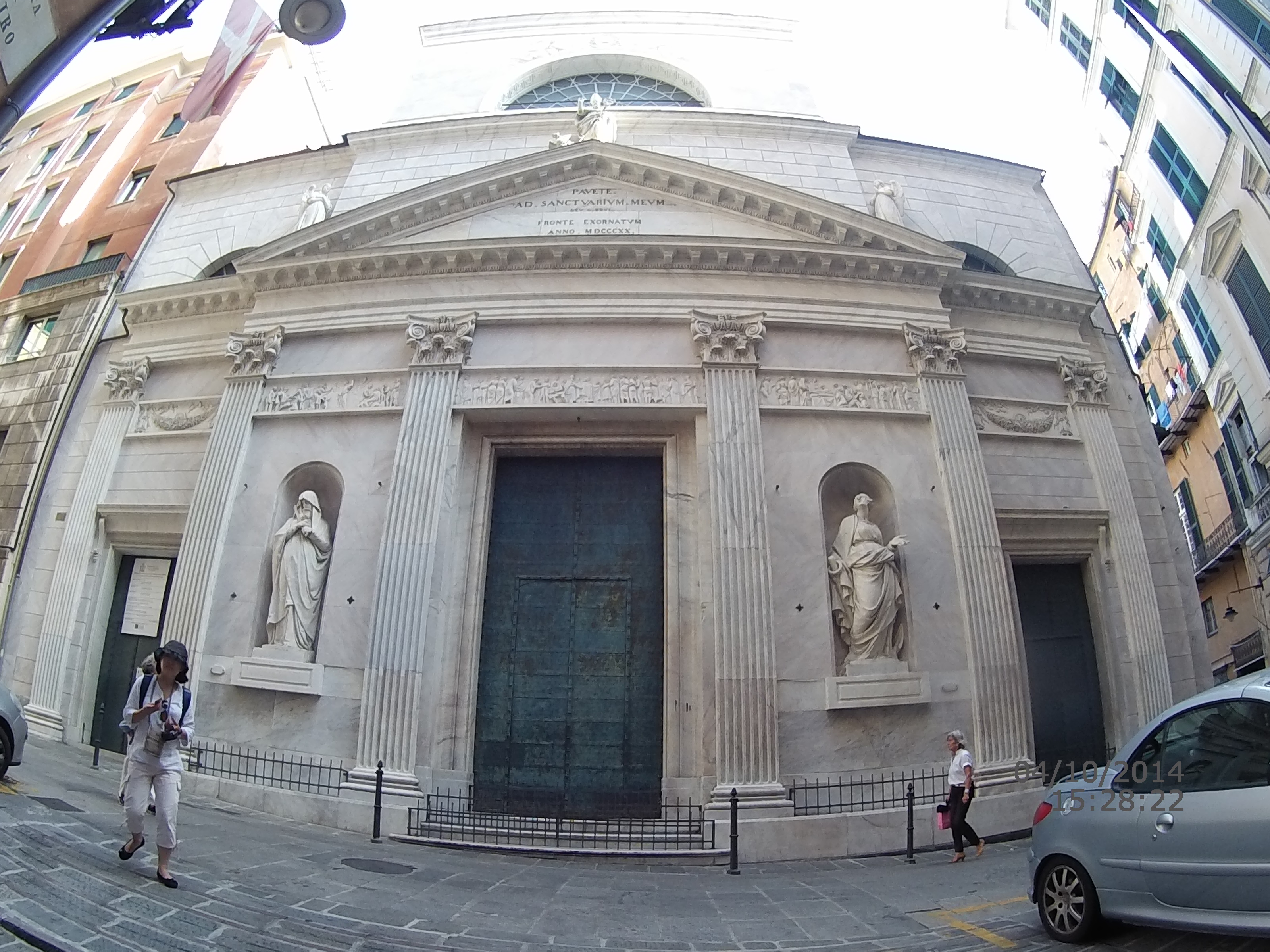
Basilica di San Siro – Fassade

San Siro ist eine der ältesten Kirchen der italienischen Stadt Genua. Sie wurde im 4. Jahrhundert im Zentrum der Stadt, der heutigen Altstadt, errichtet. War sie zuerst nach den Zwölf Aposteln benannt, so wurde ihr beim Tod des heiliggesprochenen Bischofs Syrus dessen Name verliehen. San Siro war bis zur Einweihung der Kathedrale San Lorenzo die Kathedrale von Genua.
1006 wurde die Kirche dem Benediktiner-Orden übergeben und damit zur Abteikirche komplett umgebaut. Nach einem Brand 1580 wurde sie von 1585 bis 1619 restauriert. Bis auf die Fassade, die 1821 von Carlo Barabino geschaffen wurde, hat sie seitdem diese Gestalt bewahrt.
In der Kirche befinden sich Werke von Orazio Gentileschi und Carlo Bonone.